# Молочай треугольный
Молоча́й треуго́льный, или Молоча́й трёхгра́нный (лат. Euphórbia trígona) — вид многолетних суккулентных кустарников рода Молочай (Euphorbia) семейства Молочайные (Euphorbiaceae).

## Биологическое описание
Суккулентный кустарник или небольшое дерево, со стволом до 6 см в диаметре.
Ствол и стебли сочные, трёхгранные. Ветви расчленённые, 15—20 см длиной, тёмно-зелёные, в беловатых штрихах.
Шипы 0,4—0,5 см длиной, красновато-коричневые, с отогнутыми вниз кончиками, на маленьких щитках. Листья мясистые, лопатчатые, 3—5 см длиной.

## Распространение
Юго-Западная Африка: Габон, Заир, Ангола, Малави.
Растёт на сухих холмах.

## Практическое использование
Выращивается в комнатных условиях. Очень неприхотлив: выносит как тень, так и прямые солнечные лучи, не страдает от пересушивания корневого кома. Растёт очень быстро. Размножается боковыми и верхушечными побегами.

## Таксономия
Euphorbia trigona Mill., Gard. Dict. ed. 8: n.º 3. 1768.
Синоним: Euphorbia hermentiana Lem., Ill. Hort. V. Misc.: 63. 1858.
|  |                                      |  |                                                              |                                                              |                                         |  | ещё 34 семейства (согласно Системе APG III), из которых наиболее крупные (по числу видов) — Ивовые, Мальпигиевые, Страстоцветные, Фиалковые, Филлантовые | ещё 34 семейства (согласно Системе APG III), из которых наиболее крупные (по числу видов) — Ивовые, Мальпигиевые, Страстоцветные, Фиалковые, Филлантовые |                         |  |  |  | ещё около 2000 видов |
|  |                                      |  |                                                              |                                                              |                                         |  | ещё 34 семейства (согласно Системе APG III), из которых наиболее крупные (по числу видов) — Ивовые, Мальпигиевые, Страстоцветные, Фиалковые, Филлантовые | ещё 34 семейства (согласно Системе APG III), из которых наиболее крупные (по числу видов) — Ивовые, Мальпигиевые, Страстоцветные, Фиалковые, Филлантовые |                         |  |  |  | ещё около 2000 видов |
|  |                                      |  |                                                              | порядок Мальпигиецветные                                     |                                         |  | | | род Молочай (Euphorbia) |  |  |  |                      |
|  |                                      |  |                                                              | порядок Мальпигиецветные                                     |                                         |  | | | род Молочай (Euphorbia) |  |  |  |                      |
|  | отдел Цветковые, или Покрытосеменные |  |                                                              |                                                              | семейство Молочайные (около 6000 видов) |  | | | вид Молочай треугольный |  |  |  |                      |
|  | отдел Цветковые, или Покрытосеменные |  |                                                              |                                                              | семейство Молочайные (около 6000 видов) |  | | |                         |  |  |  |                      |
|  |                                      |  | ещё 58 порядка цветковых растений (согласно Системе APG III) | ещё 58 порядка цветковых растений (согласно Системе APG III) |                                         |  | | ещё более 300 родов | ещё более 300 родов     |  |  |  |                      |
|  |                                      |  |                                                              | ещё 58 порядка цветковых растений (согласно Системе APG III) |                                         |  | | | ещё более 300 родов     |  |  |  |                      |